# Sotabanco

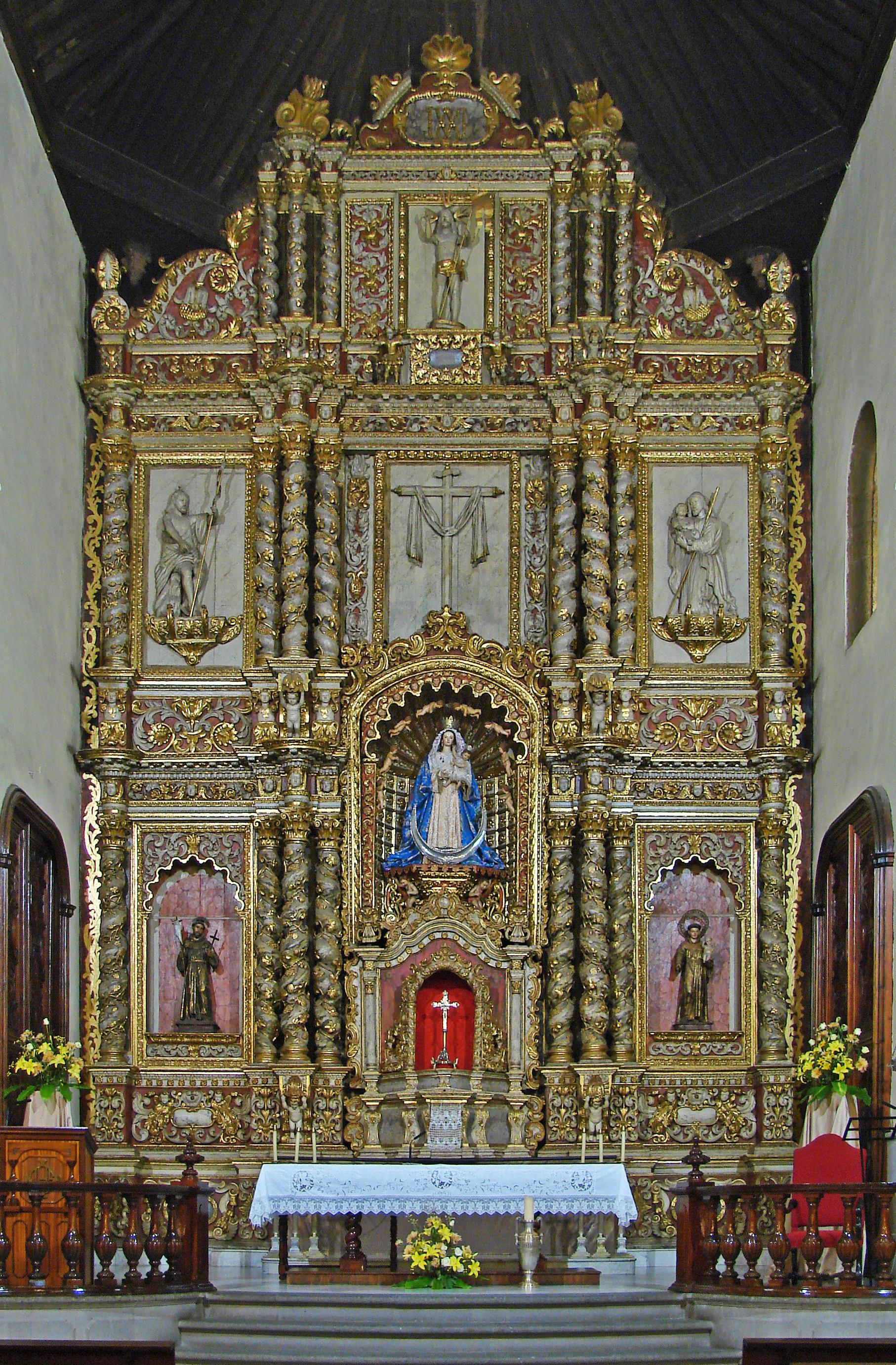
El sotabanco se sitúa en la parte más baja del retablo, justo detrás del altar

Un sotabanco es la parte inferior de un retablo. También se puede llamar sotabanco a la última planta -como un ático- levantado por encima de una cornisa.